# Songs и Instrumentals
| Совокупная оценка | Совокупная оценка                     |
| Источник          | Оценка                                |
| ----------------- | ------------------------------------- |
| AnyDecentMusic?   | 8.3/10 (Songs) 8.2/10 (Instrumentals) |
| Metacritic        | 83/100                                |
| Оценки критиков   |                                       |
| Источник          | Оценка                                |
| AllMusic          | [ 9 ]                                 |
| DIY               | [ 1 ]                                 |
| Exclaim!          | 9/10 (Songs) 8/10 (Instrumentals)     |
| The Independent   | (Songs)                               |
| Mojo              | [ 13 ]                                |
| NME               | [ 2 ]                                 |
| Pitchfork         | 8.8/10                                |
| The Times         | [ 15 ]                                |
| Uncut             | 8/10                                  |

Songs и Instrumentals — два студийных альбома американской певицы Адрианны Ленкер, одновременно выпущенные 23 октября 2020 года лейблом 4AD Records. Ленкер известна как вокалистка и гитаристка инди-рок-группы Big Thief.

## История
Songs и Instrumentals были анонсированы 2 сентября. В первом 11 песен, а во втором две инструментальные композиции. Песня «Anything» вышла в качестве лид-сингла в тот же день. Трек «Dragon Eyes» вышел в качестве второго сингла 1 октября 2020 года. Альбомы Songs и Instrumentals вышли одновременно 23 октября 2020 года на лейбле 4AD. Видео Ленкер, исполняющей «Zombie Girl» вышло в тот же день. В альбомах представлены акварельные рисунки бабушки Ленкер, Дайан Ли.

## Музыка и тексты песен
Оба альбома представляют лоу-фай-звучание, в основном из вокала Ленкер и её акустической гитары.

## Отзывы
Альбом получил положительные отзывы музыкальной критики и интернет-изданий. Он получил 83 из 100 баллов на интернет-агрегаторе Metacritic.

### Итоговые списки
| Публикация           | Список                     | Ранг       | Ссылка |
| -------------------- | -------------------------- | ---------- | ------ |
| Double J             | The 50 best albums of 2020 | 33 (Songs) | [ 23 ] |
| Esquire (UK)         | The 50 Best Albums of 2020 | 11         | [ 24 ] |
| Exclaim!             | 50 Best Albums of 2020     | 45 (Songs) | [ 25 ] |
| Gigwise              | 51 Best Albums of 2020     | 41 (Songs) | [ 26 ] |
| The Line of Best Fit | The Best Albums of 2020    | 27 (Songs) | [ 27 ] |
| NPR                  | The 50 Best Albums of 2020 | 29 (Songs) | [ 28 ] |
| Paste                | The 50 Best Albums of 2020 | 9 (Songs)  | [ 29 ] |
| Pitchfork            | The 50 Best Albums of 2020 | 11         | [ 30 ] |
| PopMatters           | The 60 Best Albums of 2020 | 19         | [ 31 ] |
| Slant Magazine       | The 50 Best Albums of 2020 | 27 (Songs) | [ 32 ] |
| Uproxx               | The Best Albums of 2020    | 39         | [ 33 ] |

## Список композиций
Слова и музыка всех песен — Adrianne Lenker.
| №                   | Название                  | Длительность |
| ------------------- | ------------------------- | ------------ |
| 1.                  | «Two Reverse»             | 3:33         |
| 2.                  | «Ingydar»                 | 4:08         |
| 3.                  | «Anything»                | 3:22         |
| 4.                  | «Forwards Beckon Rebound» | 3:09         |
| 5.                  | «Heavy Focus»             | 2:34         |
| 6.                  | «Half Return»             | 2:08         |
| 7.                  | «Come»                    | 5:17         |
| 8.                  | «Zombie Girl»             | 2:44         |
| 9.                  | «Not a Lot, Just Forever» | 4:10         |
| 10.                 | «Dragon Eyes»             | 3:26         |
| 11.                 | «My Angel»                | 5:04         |
| Общая длительность: | Общая длительность:       | 39:35        |

| №   | Название              | Длительность |
| --- | --------------------- | ------------ |
| 12. | «Red Leaves, Falling» |              |

Слова и музыка всех песен — Adrianne Lenker.
| №                   | Название            | Длительность |
| ------------------- | ------------------- | ------------ |
| 1.                  | «Music for Indigo»  | 21:12        |
| 2.                  | «Mostly Chimes»     | 16:12        |
| Общая длительность: | Общая длительность: | 37:24        |

Замечание
- Все треки стилизованы строчными буквами[35]

## Чарты
| Чарт (2020)                 | Высшая позиция |
| --------------------------- | -------------- |
| Бельгия/Фландрия (Ultratop) | 49             |